# Isabella Abbott
Isabella Aiona Abbott (sinh năm 1919 tại Hana, Maui, Hawai'i) là người phụ nữ bản địa Hawai đầu tiên được nhận bằng Tiến sĩ trong khoa học.
Bà là giáo sư thực vật học tại G.P. Wilder từ năm 1980 cho đến khi nghỉ hưu, và hiện tại đang là giáo sư danh dự tại Đại học Hawai'i.
Bà tốt nghiệp từ Đại học California, Berkeley vào năm 1950 và sau đó bắt đầu sự nghiệp như là một giáo sư tại Đại học Stanford nơi bà dạy suốt 30 năm sau đó trước khi quay trở lại Hawaii. Bà là tác giả của hơn 150 ấn phẩm. Bà được xem là chuyên gia hàng đầu thế giới về nghiên cứu rong biển Hawai, vốn được người Hawai gọi là limu. Năm 1997, bà nhận Huy chương G.M. Smith từ Viện Hàn lâm Khoa học Quốc gia. Năm 2008, bà nhận được giải thưởng thành tựu trọn đời từ Nha Đất đai và Tài nguyên thiên nhiên Hawaii.
Bà đã đoạt Huy chương Gilbert Morgan Smith năm 1997 của Viện hàn lâm Khoa học quốc gia Hoa Kỳ.